# 耶拿站
耶拿站（法語：Iéna）是巴黎地鐵的一個車站，車站名稱來自於耶拿街。耶拿這個名稱是紀念1906年拿破崙在耶拿戰役中獲勝。耶拿站開業於1923年5月27日，是巴黎地鐵9號線延長工程的一部分。車站附近有吉美國立亞洲藝術博物館和東京宮。

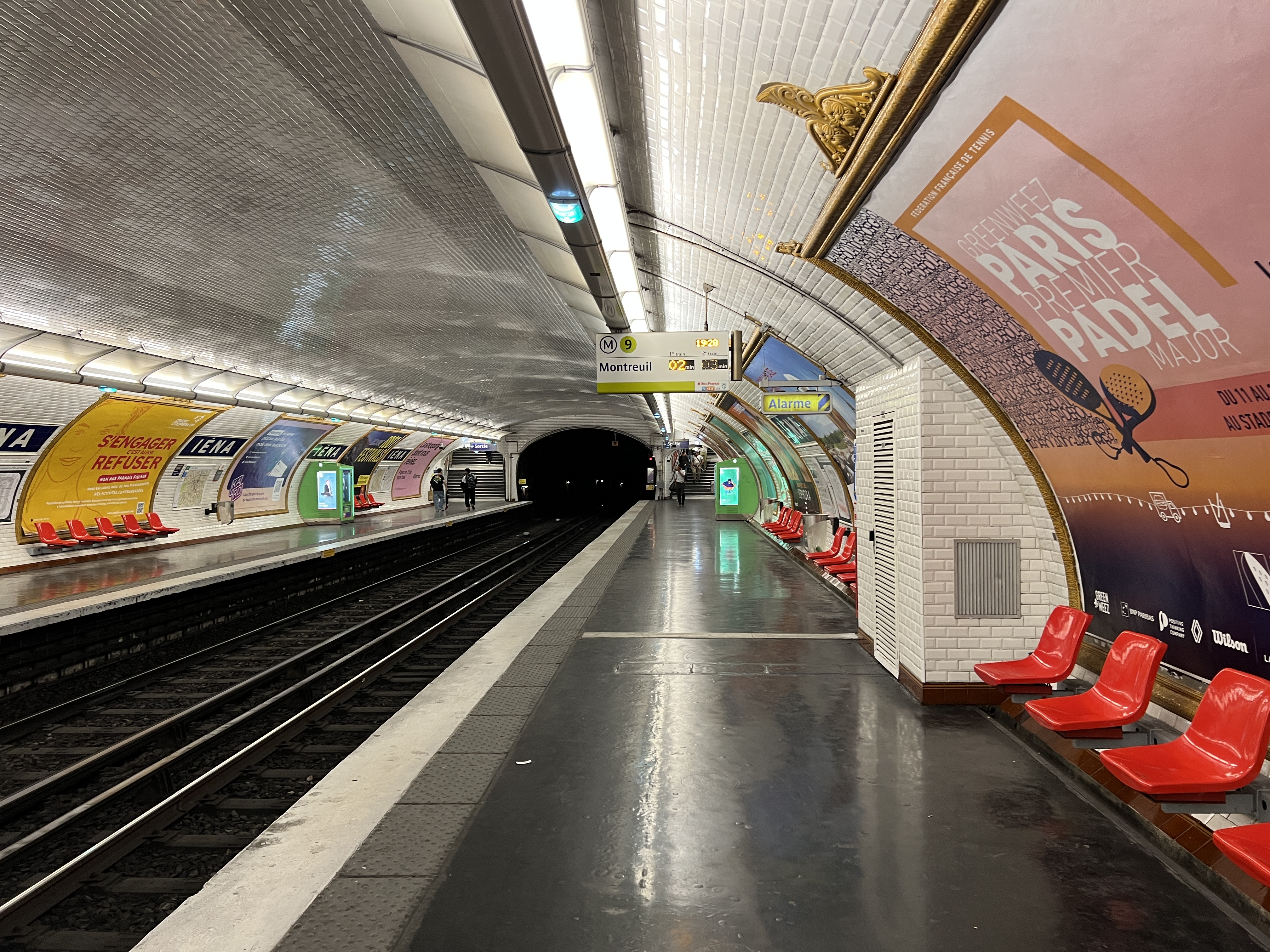
月台（2022年7月）

## 車站結構
| 街道層    |                    |                             |
| B1        | 夾層               |                             |
| 9號線月台 | 側式月台，右側開門 | 側式月台，右側開門          |
| 9號線月台 | 西行               | 往塞夫爾橋（托卡德羅）      |
| 9號線月台 | 東行               | 往蒙特勒伊鎮（阿爾瑪-瑪索） |
| 9號線月台 | 側式月台，右側開門 |                             |